# Cyclophora nigrotransversata
Cyclophora nigrotransversata är en fjärilsart som beskrevs av Hörhammer 1933. Cyclophora nigrotransversata ingår i släktet Cyclophora och familjen mätare. Inga underarter finns listade i Catalogue of Life.